# سیارک ۳۸۵
سیارک ۳۸۵ (به انگلیسی: 385 Ilmatar، نامگذاری:1894AX) سیصد و هشتاد و پنجمین سیارک کشف شده‌است که در ۱ مارس ۱۸۹۴ و در هایدلبرگ کشف شد.
قدر مطلق سیارک برابر ۷٫۴۹ است.